# Ceprano
Ceprano là một đô thị thuộc tỉnh Frosinone trong vùng Lazio nước Ý. Đô thị này có diện tích 37 km², dân số thời điểm 31 tháng 12 năm 2004 là 8312 người.
Đô thị này giáp các đô thị sau: Arce, Castro dei Volsci, Falvaterra, Pofi, Ripi, San Giovanni Incarico, Strangolagalli.